# Oscar 1964
A 36ª cerimônia de entrega dos Academy Awards (ou Oscars 1964), apresentada pela Academia de Artes e Ciências Cinematográficas, premiou os melhores atores, técnicos e filmes de 1963 no dia 13 de abril de 1964, em Los Angeles e teve  como mestre de cerimônias Jack Lemmon.
O drama Tom Jones foi premiado na categoria mais importante: melhor filme.

## Indicados e vencedores
| Melhor Filme - Tom Jones - America, America - Cleopatra - How the West Was Won - Lilies of the Field                                                                                           | Melhor Diretor - Tony Richardson – Tom Jones - Elia Kazan – America, America - Martin Ritt – Hud - Otto Preminger – The Cardinal - Federico Fellini – 8½                                                                                     |
| Melhor Ator/Actor (Principal) - Sidney Poitier – Lilies of the Field - Albert Finney – Tom Jones - Richard Harris – This Sporting Life - Rex Harrison – Cleopatra - Paul Newman – Hud          | Melhor Atriz/Actriz (Principal) - Patricia Neal – Hud - Leslie Caron – The L-Shaped Room - Shirley MacLaine – Irma la Douce - Rachel Roberts – This Sporting Life - Natalie Wood – Love with the Proper Stranger                             |
| Melhor Ator/Actor Coadjuvante/Secundário - Melvyn Douglas – Hud - Nick Adams – Twilight of Honor - Bobby Darin – Captain Newman, M.D. - Hugh Griffith – Tom Jones - John Huston – The Cardinal | Melhor Atriz/Actriz Coadjuvante/Secundária - Margaret Rutherford – The V.I.P.s - Diane Cilento – Tom Jones - Edith Evans – Tom Jones - Joyce Redman – Tom Jones - Lilia Skala – Lilies of the Field                                          |
| Melhor Roteiro/Argumento - Original - How the West Was Won - 8½ - America, America - Love with the Proper Stranger - The Four Days of Naples                                                   | Melhor Roteiro/Argumento - Adaptado - Tom Jones - Lilies of the Field - Captain Newman, M.D. - Hud - Sundays and Cybele |
| Melhor Edição/Montagem - How the West Was Won - Cleopatra - The Cardinal - The Great Escape - It's a Mad, Mad, Mad, Mad World                                                                  | Melhor Filme Estrangeiro - 8½ ( Itália) - Nóż w wodzie ( Polónia) - Los Tarantos ( Espanha) - Ta Kokkina Fanaria ( Grécia) - Koto ( Japão)                                                                                                   |
| Melhor Documentário em Longa-metragem - Robert Frost: A Lover's Quarrel With the World - Le Maillon et la Chaine - The Yanks Are Coming - Terminus                                             | Melhor Documentário em Curta-metragem - Chagall - The Five Cities of June - The Spirit of America - Thirty Million Letters - To Live Again                                                                                                   |
| Melhor Curta-metragem - An Occurrence at Owl Creek Bridge - The Concert - Home-Made Car - Six-Sided Triangle - That's Me                                                                       | Melhor Animação em Curta-metragem - The Critic - Automania 2000 - The Game - My Financial Career - Pianissimo |
| Melhor Trilha Sonora/Banda Sonora - Tom Jones - 55 Days at Peking - Cleopatra - How the West Was Won - It's a Mad, Mad, Mad, Mad World                                                         | Melhor Canção original - "Call Me Irresponsible" por Papa's Delicate Condition - "So Little Time" por 55 Days at Peking - "Charade" por Charade - "It's a Mad Mad Mad Mad World" por It's a Mad, Mad, Mad, Mad World - "More" por Mondo cane |
| Melhor Trilha Sonora/Banda Sonora Adaptada - Irma la Douce - A New Kind of Love - Bye Bye Birdie - The Sword in the Stone - Sundays and Cybele                                                 | Melhor mixagem/mistura de Som - How the West Was Won - Bye Bye Birdie - Captain Newman, M. D. - Cleopatra - It's a Mad, Mad, Mad, Mad World                                                                                                  |
| Melhor Direção de Arte/Preto & Branco - America, America - 8½ - Hud - Love With the Proper Stranger - Twilight of Honor                                                                        | Melhor Direção de Arte/Colorido - Cleopatra - Come Blow Your Horn - How the West Was Won - The Cardinal - Tom Jones |
| Melhor Cinematografia/Fotografia/Preto & Branco - Hud - Lilies of the Field - Love With the Proper Stranger - The Balcony - The Caretakers                                                     | Melhor Cinematografia/Fotografia/Colorido - Cleopatra - How the West Was Won - Irma la Douce - It's a Mad, Mad, Mad, Mad World - The Cardinal                                                                                                |
| Melhor Figurino/Guarda-Roupa/Preto & Branco - 8½ - The Stripper - Toys in the Attic - Wives and Lovers - Love With the Proper Stranger                                                         | Melhor Figurino/Guarda-Roupa/Colorido - Cleopatra - How the West Was Won - A New Kind of Love - The Leopard - The Cardinal |
| Melhor Edição de Som - It's a Mad, Mad, Mad, Mad World - A Gathering of Eagles | Melhores Efeitos Visuais - Cleopatra - The Birds |

### Múltiplas indicações
- 10 indicações: Tom Jones
- 9 indicações: Cleopatra
- 8 indicações: How the West Was Won
- 7 indicações: Hud
- 6 indicações: The Cardinal e It's a Mad, Mad, Mad, Mad World
- 5 indicações: 8½, Lilies of the Field e Love with the Proper Stranger
- 4 indicações: America America
- 3 indicações: Captain Newman, M.D. e Irma la Douce
- 2 indicações: 55 Days at Peking, Bye Bye Birdie, A New Kind of Love, Sundays and Cybele, This Sporting Life e Twilight of Honor